# Kew

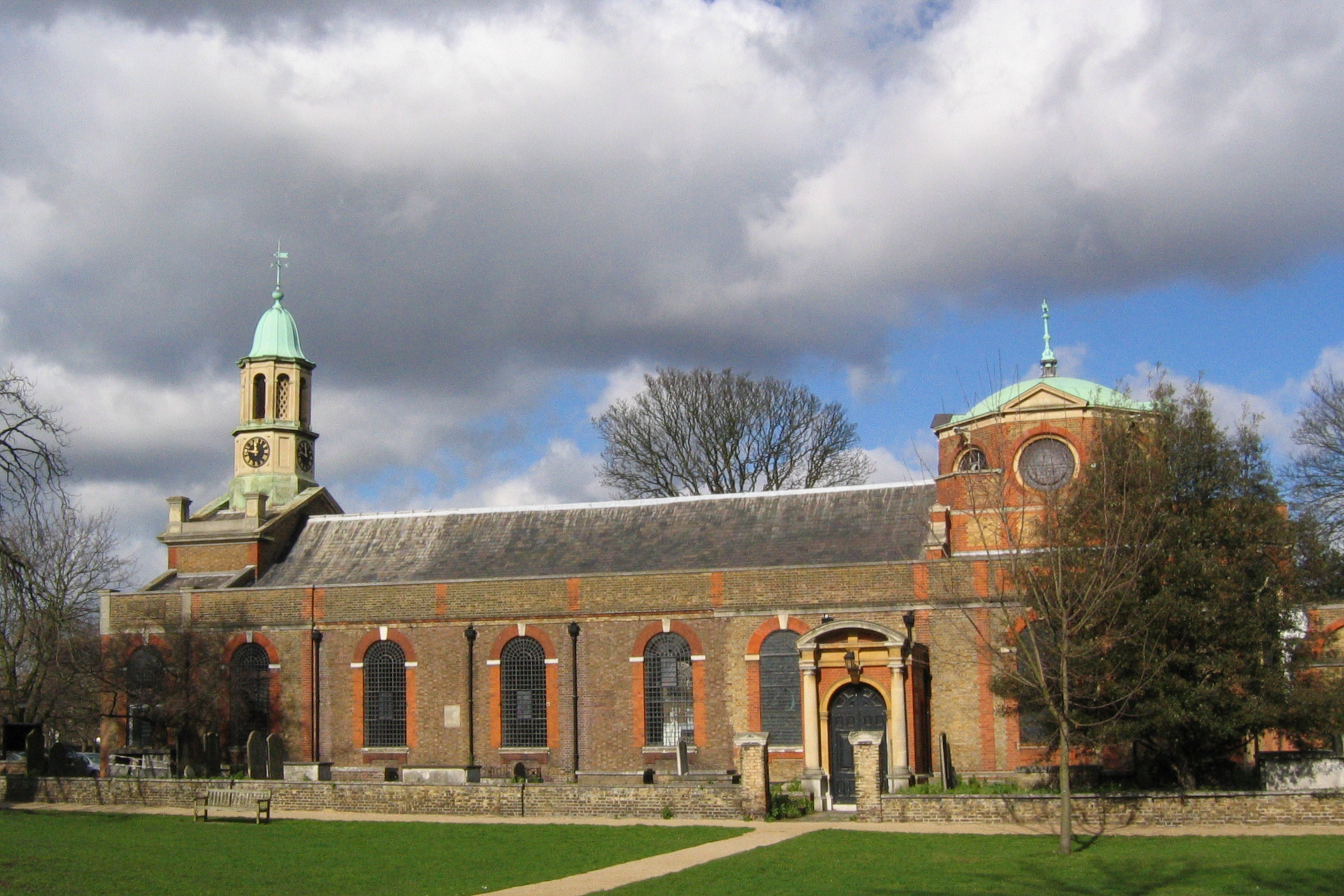
Kościół św. Anny w Kew

Kew – dzielnica Londynu znajdująca się w borough Richmond upon Thames.
Pierwsza pisana wzmianka nazwy Kew, pochodząca z brytyjskich archiwów, znajduje się w rejestrze gruntów z okresu panowania Henryka VII, gdzie zapis miał formę Kayhough. W kolejnych miejscach zapis jest zmieniany na Kayhowe, Kayhoo, Keyhowe, Keye, Kayo oraz Kewe. Ponieważ miejsce jest położone przy wodzie (rzeka Tamiza), etymologii można szukać w angielskim słowie key (nisko położona wyspa, rafa) lub quay (nabrzeże).
W dzielnicy znajduje się ogród botaniczny Kew Gardens wpisany na listę listę światowego dziedzictwa UNESCO, a także siedziba Archiwów Narodowych (do 2003 roku znana pod nazwą Public Record Office).
W pierwszą niedzielę każdego miesiąca od kwietnia do grudnia, przy ogrodach jest organizowany tzw. Kew Village. W centrum dzielnicy pojawia się kilkadziesiąt stoisk handlowych, na których prywatni sprzedawcy sprzedają lokalną żywność. 
W 1903 roku nad Tamizą został zbudowany most Kew Brigde łączący południową część Kew Gardens z północną dzielnicą Brentford. W północno-wschodniej części dzielnicy ma swój początek autostrada M4.